# Le Genest-Saint-Isle
Le Genest-Saint-Isle is een gemeente in het Franse departement Mayenne (regio Pays de la Loire). De plaats maakt deel uit van het arrondissement Laval. Ze werd gevormd in 1999 door de samenvoeging van de gemeenten Le Genest en Saint-Isle. Le Genest-Saint-Isle telde op 1 januari 2022 2.127 inwoners.

## Geografie
De oppervlakte van Le Genest-Saint-Isle bedroeg op 1 januari 2022 18,59 vierkante kilometer; de bevolkingsdichtheid was toen 114,4 inwoners per km². In de gemeente ligt de spoorweghalte Le Genest.

## Demografie
Onderstaande figuur toont het verloop van het inwonertal (bron: INSEE-tellingen).

## Overleden
- Rudy Burgwal (1917-1944), Nederlands Engelandvaarder en piloot